# Saison 3 de Un, dos, tres
Chronologie
Saison 2 Saison 4
Cet article présente le guide des épisodes de la troisième saison de la série télévisée espagnole Un, dos, tres.
Remarque : Le format des épisodes diffère de la chaine de diffusion d'origine à la France : certains épisodes VF contiennent une partie de deux épisodes VO différents. En Espagne, la troisième saison comporte 13 (80 min) épisodes contre 21 (50 min) en France. De fait, Il est impossible de donner les titres originaux des épisodes répertoriés ici.

## Généralités
- En Espagne, cette saison est lancée le 14 janvier 2003 sur Antena 3[1], quatre semaines seulement après la fin de la saison 2.
- En France, les neuf premiers épisodes sont diffusés sur M6 du lundi au vendredi en avant-soirée du 18 août 2004[2] au 28 août 2004[3]. Les dix suivants sont ensuite diffusés le samedi du 4 septembre 2004[4] au 6 novembre 2004[5]. En l'absence d'épisodes doublés, M6 fait une pause puis rediffuse une nouvelle fois tous les épisodes depuis le début de la série à partir du 11 avril 2005[6], de nouveau du lundi au vendredi. Les deux derniers épisodes de la saison 3, encore inédits, sont ainsi diffusés les 6 et 7 juillet 2005[7],[8]. Les épisodes sont remontés et de nombreuses scènes sont coupées afin de correspondre au format standard de 52 minutes[9].
- Toni Acosta intègre la série comme actrice principale dans le rôle de Jacinthe « J.J. » Jiménez, professeur d'activités spéciales[1]. Yotuel Romero, chanteur cubain du groupe Orishas, arrive également dans la série avec le personnage récurrent de Pavel.
- La saison 3 couvre le second semestre de la deuxième année d'études des élèves de l'école des Arts de la Scène de Carmen Arranz.

## Distribution

### Acteurs principaux
- Beatriz Rico (VF : Laurence Mongeaud) : Diana de Miguel
- Natalia Millán (VF : Josy Bernard) : Adela Ramos
- Alfonso Lara (VF : Guillaume Lebon) : Juan Taberner
- Víctor Mosqueira (VF : Tanguy Goasdoué) : Cristóbal Souto
- Toni Acosta (VF : Ivana Coppola) : Jacinthe « J.J. » Jiménez (à partir de l'épisode 3)
- Mónica Cruz (VF : Agnès Manoury) : Silvia Jáuregui
- Beatriz Luengo (VF : Catherine Desplaces) : Dolores « Lola » Fernández
- Dafne Fernández (VF : Adeline Moreau) : Marta Ramos
- Silvia Marty (VF : Valérie Nosrée) : Ingrid Muñoz
- Miguel Ángel Muñoz (VF : Franck Monsigny) : Roberto Arenales
- Pablo Puyol (VF : Anatole de Bodinat) : Pedro Salvador
- Raúl Peña (VF : Didier Cherbuy) : Jerónimo « Jero » Ruiz
- Pedro Peña (VF : Robert Darmel) : Antonio Milá
- Jaime Blanch (VF : Michel Papineschi) : Gaspar Ruiz
- Lola Herrera (VF : Tania Torrens) : Carmen Arranz

### Acteurs récurrents
- Fanny Gautier (VF : Pauline de Meurville) : Alicia Jáuregui
- Mario Martín (es) (VF : Alain Choquet) : Román Fernández
- Arantxa Valdivia (VF : Laura Zichy) : Luisa Ruiz
- Omar Muñoz (VF : Catherine Desplaces) : Jorge Fernández
- Erika Sanz (VF : Stéphanie Hédin) : Erika
- Patricia Arizmendi (VF : Catherine Cipan) : Sonia
- Junior Miguez (VF : Jérémy Prévost) : Junior
- Yotuel Romero (VF : Frantz Confiac) : Pavel Rodríguez (à partir de l'épisode 5)
- Satur Barrio (VF : Marie-Christine Robert) : Cristina Talaja (épisodes 1 et 2)
- Francisco Javier Muñoz : Sergio (épisodes 2 et 3)
- Judit Mariezkurrena : Bea (épisodes 2 et 3)
- Jesús Olmedo (es) : Alberto (épisodes 2 et 3)
- Amparo Vega : Mère de Roberto (épisode 3)
- Iñaki Font (es) (VF : Fabrice Fara) : Álvaro (épisodes 5 et 6, 9 à 11, 20 et 21)
- Alexis Valdés : Dimitri (épisodes 9, 10 et 17)
- Amparo Valle (es) : Manuela Sánchez (épisodes 10 et 11)
- Mariano Peña (es) : Eugenio Muñoz (épisodes 12 et 13)
- Amparo Pamplona (es) : Mère d'Adela et Marta (épisode 15)
- Elena de Frutos (es) : Sofía (épisodes 17 à 19)

### Invités
- Aída Gómez (es) (épisode 13)
- Tiziano Ferro (épisode 14)
- Blue (épisode 16)
- Mar Saura (épisode 17)

## Épisodes

### Épisode 1:Les évaluations
- Espagne : 14 janvier 2003 sur Antena 3[1]
- France : 18 août 2004 sur M6[2]

- Ain't No Man - Dina Carroll
- Dancing in the Street et Sámbame - UPA Dance
- La Belle au bois dormant, Op. 66a. Valse - Tchaïkovski
- Marche de Radetzky, Op. 228 - Johann Strauss

### Épisode 2:Sans issue
- Just to See Her - Smokey Robinson
- La Última Nota - Nidea
- High - Lighthouse Family
- UPA Mix - UPA Dance
- Kiss It Good Bye (Un Beso De Adios) - Marcos Llunas (en)
- 100% Pure Love - Crystal Waters

### Épisode 3:Vertiges de l’amour
- Twisted - Crystal Waters
- I've Never Been to Me - Charlene (en)

### Épisode 4:Amour, chômage et flamenco
- Go West - Village People
- Ain't No Sunshine - Lighthouse Family

### Épisode 5:Lutte des classes
- Morenita et Sámbame - UPA Dance
- Up! - Shania Twain
- Septuor pour cordes et vents en mi bémol majeur, Op. 20: III. Tempo di Menuetto - Beethoven
- Rap en Mi Cuaderno - Mucho Muchacho

### Épisode 6:Concours de salsa
- This Cat's On A Hot Tin Roof - The Brian Setzer Orchestra
- Septuor pour cordes et vents en mi bémol majeur, Op. 20: III. Tempo di Menuetto - Beethoven
- Rumbera - Antonio Carbonell (en)
- El Tostadero - Azuquita & Celia Cruz
- Lay Your Weary Body Down (Reprise)  - Gigolo Aunts

### Épisode 7:Grosse déprime
- Jungle Fever - Les Chakachas
- Perdono - Tiziano Ferro

### Épisode 8:Histoire d’eaux
- Hey Sexy Lady - Shaggy feat. Brian & Tony Gold (en)
- You Are So Beautiful - Joe Cocker

### Épisode 9:Rencontre sur le Net[17]
- Divertimento No. 17 en do majeur. Menuetto - Mozart
- MacArthur Park - Donna Summer
- All Right Now - Free

### Épisode 10:Surprise!
- Sámbame - UPA Dance
- All Right Now - Free
- Nowadays/Hot Honey Rag (Medley Title) - BO Chicago
- Shape - Sugababes

### Épisode 11:Mère et Fils
- I'm Right Here - Samantha Mumba
- Take a Message - Remy Shand (en)

### Épisode 12:La compétition
- Y.M.C.A. - Village People
- Jammu Africa - Ismaël Lô
- How Do U Want It - 2Pac feat K-Ci & JoJo (en)

### Épisode 13:Une occasion en or
- Big Big World - Emilia
- Silencio Rasgado - Jorge Pardo
- Hot Lunch Jam - Irene Cara

### Épisode 14:La Star inconnue
- Rojo Relativo - Tiziano Ferro
- A Thousand Miles - Vanessa Carlton
- Sámbame - UPA Dance

### Épisode 15:Sur le fil du rasoir
- Prince Igor - Warren G & Sissel
- Surfin' Safari - The Beach Boys

### Épisode 16:Cartes sur table
- Spiritual Love - Urban Species
- Sorry Seems to Be the Hardest Word - Blue feat. Elton John
- Prince Igor - Warren G & Sissel

### Épisode 17:La grande illusion
- Baila Morena - Zucchero
- Sámbame - UPA Dance
- Freak Like Me - Sugababes

### Épisode 18:Présumé coupable
- Come On Eileen - Dexys Midnight Runners
- Les Quatre Saisons, Concerto pour violon en mi majeur, Op. 8, No. 1, "Le Printemps": I. Allegro - Vivaldi
- Once Again - UPA Dance

### Épisode 19:Mensonges
- Sorry Seems to Be the Hardest Word - Blue feat. Elton John
- María - Sulman

### Épisode 20:Attention, turbulences
- If I Only Knew et Tubthumping - UPA Dance
- Sk8er Boi - Avril Lavigne
- The Look of Love - Dusty Springfield (interprétée par Beatriz Luengo)
- Maybe This Time (Liza Minnelli)

### Épisode 21:Dernières chances
- Concerto pour 2 mandolines en sol majeur: I. Allegro - Vivaldi
- One Love - Blue
- Sámbame et Let's Get Loud - UPA Dance
- High - Lighthouse Family (scène coupée dans la VF)
- Sk8er Boi - Avril Lavigne